# シャンタル・スティリアニ
シャンタル・スティリアニ（Chantal Stigliani）は、フランスのピアニスト。コレーズ県ブリーヴ＝ラ＝ガイヤルドの生まれ。ヴェネツィア出身の家系に生まれ、パリ音楽院でピアノを学んだ。1975年にクロード・ドビュッシー国際コンクールで第1位を受賞。現在は欧米を中心に定期的に演奏活動を行っている。